# Capanna Fratelli Gugliermina
La capanna Fratelli Gugliermina (conosciuta in passato con il nome di capanna Valsesia) è un rifugio incustodito di proprietà del CAI (sezione di Varallo Sesia) situato nel comune di Alagna Valsesia (VC), in Valsesia, nelle Alpi Pennine, a quota 3212 m s.l.m..

## Storia
La capanna fu costruita nel 1902 su iniziativa dei fratelli Giovanni Battista e Giuseppe Fortunato Gugliermina, per rendere più agevole l'accesso alle cime della parete valsesiana del Monte Rosa.

## Caratteristiche e informazioni
La capanna sorge sul versante meridionale della punta Parrot poco sotto il piccolo ghiacciaio omonimo in posizione splendida, aperta a vastissimo orizzonte verso oriente. È composta da due locali, uno adibito a cucina e l'altro a dormitorio con 12 cuccette. È stata ristrutturata nel 1998.

## Accessi
Vi si accede da Alagna, località Acqua Bianca (1495 m), passando dall'alpe Pile (rifugio Francesco Pastore) e percorrendo la morena del ghiacciaio delle Piode e la parete sud della punta Parrot, aiutandosi con qualche corda fissa, in circa 5-6 ore.

## Ascensioni
- Punta Parrot (4436 m).
- Piramide Vincent (4215 m).
- Punta Giordani (4046 m).
- Corno Nero (4322 m).
- Ludwigshöhe (4342 m).

## Traversate
- Rifugio Barba-Ferrero (2240 m).
- Capanna Luigina Resegotti (3624 m).